# Таншанско земетресение
Таншанското земетресение е най-смъртоносното земетресение на 20 век.
То започва в 3:42 ч. местно време на 28 юли 1976 и продължава 23 секунди. Епицентърът на земетресението е край индустриалния град Таншан в провинция Хъбей на Китайската народна република. По официални данни на китайските власти, земетресението е с магнитуд 7,8 по Скалата на Рихтер, макар че според някои източници магнитудът му е 8,2. 16 часа по-късно земетресението е последвано от вторичен трус, който увеличава броя на жертвите. По официални данни жертвите са 242 419 души, а други 164 000 души са тежко ранени.